# Дніпросоюз
Дніпросоюз (Дніпровський союз споживчих товариств) — об'єднання споживчих кооперативів на українських землях 1917—1920 років. Також київське видавництво, яке належало об'єднанню.

## Загальні відомості
На українських землях перші союзи споживчої кооперації були створені 1908 року в Києві та 1910 — у Вінниці, проте через протидію Московського союзу споживчих кооперативів були закриті у 1913 році.
1912 року в Харкові було організовано «Потребительское общество юга России», яке діяло лише на Харківщині й Катеринославщині.
Питання про створення українських союзів розглядалось на III Всеросійському кооперативному з'їзді, але лише 1917 року після прийняття кооперативного закону (від 20.03.1917) було створено Дніпровський союз споживчих товариств (Дніпросоюз).
Дніпросоюз мав такі відділи як: торговий, ревізійно-інструкторський, статистично-економічний, культурно-освітній (в тому числі музично-хорова секція), юридичний, асекураційний.
За перший місяць існування Дніпросоюз об'єднав 101 члена (99 окремих споживчих товариств і 2 районні союзи). За перший місяць роботи було продано товарів на 172 095 крб. До кінця року кількість членів зросла до 546, з них 514 окремих товариств і 32 районні союзи. За перші пів року товарів було продано на 6 842 955 крб. Крім союзів, Дніпросоюз об'єднував ще 527 великих товариств. До кінця 1918 мав 80 членів-союзів (повітових і окружних), а в кінці 1919 — понад 90.
На кінець 1918 Дніпросоюз налічував до 8 000 кооперативів.
Об'єднання мало філії в різних регіонах України. Найбільшою була філія в Одесі. З 1919 року діяла філія в Станіславові.
Разом з Українбанком і спілкою «Централ» входив до асоціації центральних кооперативних спілок України.

## Міжнародні зв'язки
Об'єднання було представником української кооперації в Міжнародному кооперативному альянсі, мало представництво у Відні.
У 1920 році від Дніпросоюзу за дорученням уряду УНР Андрій Сербиненко брав участь в організації Об'єднання центральних українських кооперативних спілок (ОЦУКС) за кордоном, яке проіснувало до 1923 року.
ОЦУКС був зареєстрований у Парижі, а 31 грудня 1920 року його зареєстрували також в Лондоні у вигляді товариства з обмеженою відповідальністю. Лондонську дирекцію складали такі приватні особи як: Х. Барановський, А. Сербиненко, В. Тимошенко, Лобанов-Ростовський і Лерхс. ОЦУКС мав також філію у Берліні, яка діяла до 1923 року.
1921 року на кооперативному з'їзді в Лондоні українських кооператорів представляли Андрій Сербиненко і князь Лобанов-Ростовський, який у своєму виступі відзначав великі досягнення українських кооператорів. Зокрема він зазначив, що Україна — найбагатша з нових держав колишньої Росії, і це є причиною того, що, подібно до багатих спадкоємців, їй складно позбутися зазіхань своїх сусідів. Кооперація — це велика національна сила в Україні. Станом на 1 січня 1919 українська кооперація об'єднувала 14,640 товариств, 242 районні союзи та п'ять центральних союзів. Вона мала кооперативний університет, названий на честь професора Туган-Барановського, співпрацювала з Київським університетом і Київським політехнічним інститутом. Близько чотирьох мільйонів сімей об'єднував кооперативний рух, і близько двадцяти мільйонів людей отримували вигоду від співробітництва з кооперативним союзом.

## Промисловість
В рамках Дніпросоюзу постачались галантерейні, текстильні та інші товари.
На промислових підприємствах Дніпросоюзу працювали понад 2 тисячі осіб.
Серед підприємств — фабрика мила на Куренівці «та при ній інші відгалуження хімічної промисловості», яка випускала за рік 200 000 пудів мила. Крім мила для прання, вироблялись туалетне мило, пральний порошок, сода, возова і взуттєва мазь, фарба, чорнило тощо. Персонал фабрики — 150 робітників.
Взуттєва фабрика (1500 робітників) виробляла до 100 тисяч пар чобіт і черевиків на місяць.
Трикотажна фабрика (250 робітників), яка була обладнана найновішими машинами, випускала близько 300 тисяч штук теплого одягу, білизни, шкарпеток і панчіх.
Бляшана фабрика (73 робітники) випускала відра, кухонне начиння, чайники, ліхтарі — до 1500 штук на місяць.
У Києві Дніпросоюз мав великі склади на Святошині.

## Культура
Було засновано бібліотеки, читальні, театральні гуртки, кооперативну школу, хорові капели.
На меценатські кошти Дніпросоюзу в березні 1919 року під керівництвом Полікарпа Бігдаша-Богдашева було створено пісенний колектив. Влітку 1920 року він під назвою Перша мандрівна капела Дніпросоюзу під керівництвом досвідченого хормейстера Нестора Городовенка гастролював містами та селами Лівобережної України.
Також була створена Друга мандрівна капела Дніпросоюзу під керівництвом Кирила Стеценка у складі 92 людей, яка 8 вересня 1920 року виїхала з Києва в турне Правобережною Україною. 10 листопада після тріумфальної поїздки містами та селами України капела повернулась до Києва, де музиканти узнали, що Дніпрсоюз був реорганізований у Всеукраїнську кооперативну раду (в Харкові), а його музично-хорова секція ліквідована. Виступи Другої мандрівної капели заборонялись.
Дніпросоюз мав своє видавництво і друкарню в Києві, видавав часопис «Кооперативна зоря» (1918—1920), який виходив двічі на місяць. Також видавались українські підручники.
1919—1921 видавництво Дніпросоюзу працювало у Відні.

## Персоналії
- Коліух Дмитро Вікторович — голова Правління
- Височанський Павло Федорович — член Правління
- Мартос Борис Миколайович — член Ради директорів
- Сербиненко Андрій Миронович — один із засновників
- Левитський Микола Васильович — один із засновників
- Вікторов Павло Вікторович — член Правління, відповідав за торгівлю[6]
- Галевич Валентин Олександрович — член Правління, один із засновників
- Ботвиновський Максим Ничипорович
- Гавсевич Петро Іванович
- Замша Іван Лукич
- Яструбецький Гнат Васильович